# Flyktingläger

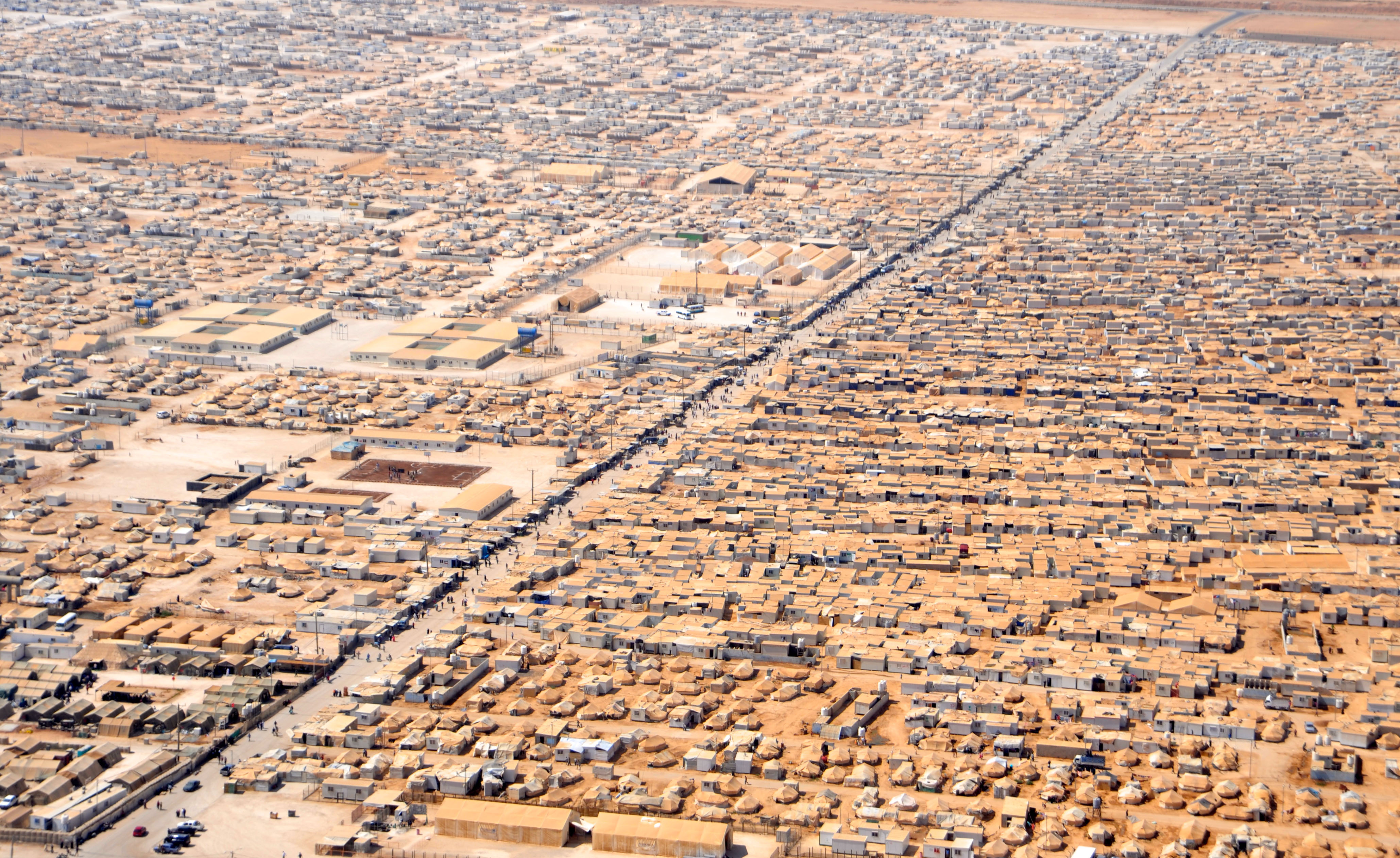
Lägret Za'atri i Jordanien för flyktingar från Syrien, 2013

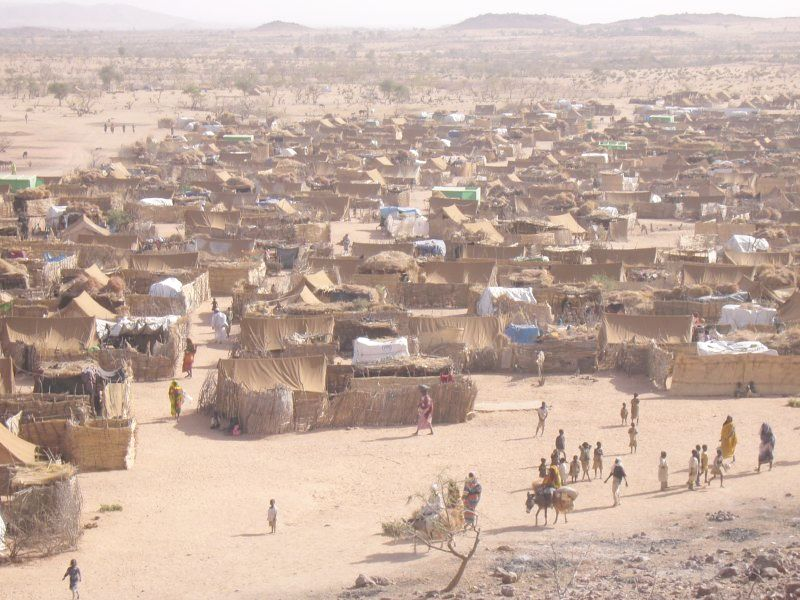
Läger i Chad för flyktingar från Darfur, 2005

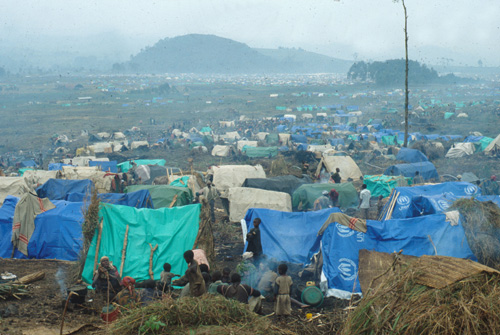
Flyktingläger i Kimbumba i Zaire för rwandier, 1994.

Flyktingläger är ett läger som uppförs tillfälligt för att ta emot flyktingar.
Under andra världskriget fanns det flyktingläger i Sverige, framför allt i Småland och Norrland. Där togs det emot uppemot 50 000 norska, finländska och baltiska flyktingar.[källa behövs]
Flyktingläger etableras ofta som en provisorisk lösning, i samband med massflykt undan krig och andra hot. Flyktingar finns där i väntan på frivilligt återvändande till hemlandet (repatriering) eller placering i ett tredje land. De flyktingläger som upprättats i Palestinska områden och omgivande länder efter 1948 års arab-israeliska krig, blev inte tillfälliga, utan permanentades.
De flesta av flyktingarna i världen bor i flyktingläger.